# 1. Fußballclub Union Berlin 2003-2004
Questa voce raccoglie le informazioni riguardanti il 1. Fußballclub Union Berlin nelle competizioni ufficiali della stagione 2003-2004.

## Stagione
Nella stagione 2003-2004 l'Union Berlino, allenato da Miroslav Votava e Aleksandar Ristić, concluse il campionato di 2. Bundesliga al 17º posto e retrocesse in Regionalliga. In Coppa di Germania l'Union Berlino fu eliminato al secondo turno dal Bayer Leverkusen.

## Rosa
| N. |                       | Ruolo | Calciatore       |
| -- | --------------------- | ----- | ---------------- |
| 1  | Germania (bandiera)   | P     | Simon Henzler    |
| 2  | Germania (bandiera)   | A     | Steffen Baumgart |
| 3  | Croazia (bandiera)    | D     | Dario Dabac      |
| 4  | Germania (bandiera)   | D     | Achim Pfuderer   |
| 5  | Germania (bandiera)   | D     | Michael Molata   |
| 6  | Nigeria (bandiera)    | C     | Chibuike Okeke   |
| 7  | Slovacchia (bandiera) | D     | Ivan Kozák       |
| 8  | Germania (bandiera)   | C     | Björn Joppe      |
| 9  | Germania (bandiera)   | D     | Jan Sandmann     |
| 10 | Bulgaria (bandiera)   | A     | Dion Popov       |
| 11 | Germania (bandiera)   | D     | Daniel Ernemann  |
| 12 | Germania (bandiera)   | P     | Jan Glinker      |
| 13 | Germania (bandiera)   | C     | Florian Bruns    |

| N. |                                | Ruolo | Calciatore         |
| -- | ------------------------------ | ----- | ------------------ |
| 14 | Germania (bandiera)            | C     | Tom Schneider      |
| 15 | Senegal (bandiera)             | A     | Salif Keïta        |
| 17 | Germania (bandiera)            | C     | Thomas Sobotzik    |
| 18 | Germania (bandiera)            | C     | Silvio Pätz        |
| 19 | Rep. Ceca (bandiera)           | C     | Jiří Balcárek      |
| 20 | Germania (bandiera)            | P     | Robert Wulnikowski |
| 21 | Svizzera (bandiera)            | D     | Frédéric Page      |
| 22 | Slovacchia (bandiera)          | C     | Tomáš Bruško       |
| 23 | Serbia e Montenegro (bandiera) | A     | Sreto Ristić       |
| 24 | Georgia (bandiera)             | C     | Davit Siradze      |
| 32 | Germania (bandiera)            | A     | Nicky Taubert      |
| 33 | Germania (bandiera)            | D     | Tom Persich        |

## Organigramma societario
Area tecnica
- Allenatore: Aleksandar Ristić
- Allenatore in seconda: Klaus Thomforde, Ivan Tishanski
- Preparatore dei portieri:
- Preparatori atletici:

## Calciomercato

### Sessione estiva
| Acquisti | Acquisti        | Acquisti          | Acquisti |
| R.       | Nome            | da                | Modalità |
| -------- | --------------- | ----------------- | -------- |
| D        | Dario Dabac     | Dinamo Dresda     |          |
| P        | Simon Henzler   | Arminia Bielefeld |          |
| C        | Björn Joppe     | Bochum            |          |
| D        | Frédéric Page   | Aarau             |          |
| C        | Silvio Pätz     | Rot-Weiß Erfurt   |          |
| D        | Achim Pfuderer  | Monaco 1860       |          |
| C        | Thomas Sobotzik | Rapid Vienna      |          |

| Cessioni | Cessioni            | Cessioni          | Cessioni |
| R.       | Nome                | da                | Modalità |
| -------- | ------------------- | ----------------- | -------- |
| D        | Heiner Backhaus     | AEK Larnaca       |          |
| P        | Sven Beuckert       | Duisburg          |          |
| D        | Youssef el Akchaoui | ADO Den Haag      |          |
| C        | Hristo Koilov       | Lokomotiv Sofia   |          |
| D        | Steffen Menze       | Kickers Offenbach |          |
| D        | Ronny Nikol         | Energie Cottbus   |          |
| C        | Sixten Veit         | Hallescher        |          |
| C        | Holger Wehlage      | Werder Brema      |          |

### Sessione invernale
| Acquisti | Acquisti      | Acquisti          | Acquisti |
| R.       | Nome          | da                | Modalità |
| -------- | ------------- | ----------------- | -------- |
| A        | Dion Popov    | Fortuna Colonia   |          |
| C        | Davit Siradze | Lokomotiv Tbilisi |          |

| Cessioni | Cessioni         | Cessioni     | Cessioni |
| R.       | Nome             | da           | Modalità |
| -------- | ---------------- | ------------ | -------- |
| C        | Kostadin Vidolov | Levski Sofia |          |

## Risultati

### 2. Bundesliga

#### Girone di andata
| Arbitro: | Brych |

|                        |           |              |
| Kramny 44’ Teinert 86’ | Marcatori | 17’ Baumgart |

| Arbitro: | Merk |

|  |           |                       |
|  | Marcatori | 20’ (rig.) Reghecampf |

| Arbitro: | Albrecht |

|                             |           |             |
| Heidrich 32’ Shubitidze 40’ | Marcatori | 22’ Vidolov |

| Arbitro: | Pickel |

|                     |           |  |
| Keïta 24’, 71’, 76’ | Marcatori |  |

| Arbitro: | Schalk |

|            |           |  |
| Hirsch 31’ | Marcatori |  |

| Arbitro: | Gagelmann |

|           |           |                     |
| Bruns 85’ | Marcatori | 59’ Würll 87’ Zandi |

| Arbitro: | Kammerer |

|            |           |              |
| Copado 42’ | Marcatori | 48’ Baumgart |

| Arbitro: | Kircher |

|                   |           |                           |
| Baumgart 16’, 76’ | Marcatori | 67’ Hutwelker 87’ Rraklli |

| Arbitro: | Scheppe |

|                 |           |             |
| Patschinski 64’ | Marcatori | 2’ Baumgart |

| Arbitro: | Albrecht |

|           |           |  |
| Keïta 24’ | Marcatori |  |

| Arbitro: | Brych |

|                          |           |          |
| Baumgart 60’ Persich 88’ | Marcatori | 6’ Grlić |

| Arbitro: | Schmidt |

|                                    |           |  |
| Vittek 9’ Mintál 49’ Krzynówek 53’ | Marcatori |  |

| Arbitro: | Schalk |

|                         |           |  |
| Ristić 30’ Sobotzik 90’ | Marcatori |  |

| Oberhausen 30 novembre 2003, ore 15:00 CET 14ª giornata | RW Oberhausen | 0 – 0 referto | Union Berlino | Niederrheinstadion (5 683 spett.)\| Arbitro: \| Schriever \| |
| Arbitro:                                                | Schriever     |               |               |                                                              |

| Arbitro: | Anklam |

|  |           |                     |
|  | Marcatori | 83’ Bamba 90’ Bella |

| Arbitro: | Perl |

|                      |           |          |
| Casey 14’ Saenko 27’ | Marcatori | 45’ Page |

| Arbitro: | Stachowiak |

|              |           |                       |
| Sobotzik 35’ | Marcatori | 9’ Oslislo 84’ Broich |

#### Girone di ritorno
| Arbitro: | Albrecht |

|          |           |           |
| Bruns 7’ | Marcatori | 82’ Weber |

| Arbitro: | Keßler |

|                           |           |                      |
| Berhalter 16’ Kaufman 66’ | Marcatori | 71’ (aut.) Berhalter |

| Arbitro: | Sippel |

|                                   |           |  |
| Baumgart 35’ Bruns 80’ Bruško 88’ | Marcatori |  |

| Arbitro: | Merk |

|                   |           |                                  |
| Feinbier 32’, 55’ | Marcatori | 35’ (rig.) Baumgart 78’ Sobotzik |

| Arbitro: | Stark |

|                                  |           |             |
| Baumgart 56’ (rig.) Sobotzik 68’ | Marcatori | 3’ Ahanfouf |

| Arbitro: | Frank |

|  |           |                         |
|  | Marcatori | 10’ Ristić 75’ Sobotzik |

| Berlino 14 marzo 2004, ore 15:00 CET 24ª giornata | Union Berlino | 0 – 0 referto | Unterhaching | Stadio An der Alten Försterei (8 675 spett.)\| Arbitro: \| Weber \| |
| Arbitro:                                          | Weber         |               |              |                                                                     |

| Arbitro: | Drees |

|                                          |           |              |
| Stieglmair 14’ Keuler 20’ Kolomazník 31’ | Marcatori | 48’ Baumgart |

| Arbitro: | Perl |

|             |           |                                  |
| Baumgart 8’ | Marcatori | 65’, 79’ Patschinski 86’ Peković |

| Arbitro: | Rafati |

|                       |           |            |
| Boakye 7’ Küntzel 61’ | Marcatori | 31’ Ristić |

| Arbitro: | Seemann |

|                                                     |           |               |
| Blank 16’, 59’ (rig.) Okeke 18’ (aut.) Michalke 81’ | Marcatori | 2’, 39’ Keïta |

| Arbitro: | Jansen |

|                                    |           |                                            |
| Bruns 45’ Siradze 72’ Baumgart 75’ | Marcatori | 26’ Sanneh 41’, 85’ Vittek 45’, 81’ Mintál |

| Arbitro: | Drees |

|  |           |                       |
|  | Marcatori | 24’ Sobotzik 48’ Page |

| Arbitro: | Walz |

|                    |           |                         |
| Page 21’ Keïta 85’ | Marcatori | 83’ Astorga 90’ Simioni |

| Arbitro: | Stachowiak |

|              |           |  |
| Paulinho 79’ | Marcatori |  |

| Arbitro: | Kinhöfer |

|                           |           |                       |
| Baumgart 12’ Sobotzik 31’ | Marcatori | 22’ Saenko 85’ Trares |

| Arbitro: | Weber |

|                                      |           |           |
| Reisinger 7’, 53’ Younga-Mouhani 32’ | Marcatori | 47’ Keïta |

### Coppa di Germania
| Arbitro: | Perl |

|  |           |                                        |
|  | Marcatori | 23’ Baumgart 31’, 73’ Keïta 67’ Ristić |

| Arbitro: | Kinhöfer |

|  |           |                                                      |
|  | Marcatori | 1’ Balitsch 24’, 65’ Berbatov 62’ Bierofka 74’ Ponte |

## Statistiche

### Statistiche di squadra
| Competizione      | Punti | In casa | In casa | In casa | In casa | In casa | In casa | In trasferta | In trasferta | In trasferta | In trasferta | In trasferta | In trasferta | Totale | Totale | Totale | Totale | Totale | Totale | DR  |
| Competizione      | Punti | G       | V       | N       | P       | Gf      | Gs      | G            | V            | N            | P            | Gf           | Gs           | G      | V      | N      | P      | Gf     | Gs     | DR  |
| ----------------- | ----- | ------- | ------- | ------- | ------- | ------- | ------- | ------------ | ------------ | ------------ | ------------ | ------------ | ------------ | ------ | ------ | ------ | ------ | ------ | ------ | --- |
| 2. Bundesliga     | 33    | 17      | 6       | 5       | 6       | 26      | 24      | 17           | 2            | 4            | 11           | 17           | 29           | 34     | 8      | 9      | 17     | 43     | 53     | -10 |
| Coppa di Germania | -     | 1       | 0       | 0       | 1       | 0       | 5       | 1            | 1            | 0            | 0            | 4            | 0            | 2      | 1      | 0      | 1      | 4      | 5      | -1  |
| Totale            | 33    | 18      | 6       | 5       | 7       | 26      | 29      | 18           | 3            | 4            | 11           | 21           | 29           | 36     | 9      | 9      | 18     | 47     | 58     | -11 |

### Andamento in campionato
| Giornata  | 1  | 2  | 3  | 4  | 5  | 6  | 7  | 8  | 9  | 10 | 11 | 12 | 13 | 14 | 15 | 16 | 17 | 18 | 19 | 20 | 21 | 22 | 23 | 24 | 25 | 26 | 27 | 28 | 29 | 30 | 31 | 32 | 33 | 34 |
| --------- | -- | -- | -- | -- | -- | -- | -- | -- | -- | -- | -- | -- | -- | -- | -- | -- | -- | -- | -- | -- | -- | -- | -- | -- | -- | -- | -- | -- | -- | -- | -- | -- | -- | -- |
| Luogo     | T  | C  | T  | C  | T  | C  | T  | C  | T  | C  | C  | T  | C  | T  | C  | T  | C  | C  | T  | C  | T  | C  | T  | C  | T  | C  | T  | T  | C  | T  | C  | T  | C  | T  |
| Risultato | P  | P  | P  | V  | P  | P  | N  | N  | N  | V  | V  | P  | V  | N  | P  | P  | P  | N  | P  | V  | N  | V  | V  | N  | P  | P  | P  | P  | P  | V  | N  | P  | N  | P  |
| Posizione | 13 | 17 | 18 | 16 | 18 | 18 | 18 | 18 | 18 | 17 | 14 | 15 | 14 | 14 | 14 | 16 | 17 | 17 | 17 | 17 | 16 | 15 | 13 | 16 | 16 | 17 | 17 | 17 | 17 | 17 | 17 | 17 | 17 | 17 |

Legenda:

Luogo: C = Casa; T = Trasferta. Risultato: V = Vittoria; N = Pareggio; P = Sconfitta.

### Statistiche dei giocatori
| Giocatore      | 2. Bundesliga | 2. Bundesliga | 2. Bundesliga | 2. Bundesliga | Coppa di Germania | Coppa di Germania | Coppa di Germania | Coppa di Germania | Totale   | Totale | Totale      | Totale     |
| Giocatore      | Presenze      | Reti          | Ammonizioni   | Espulsioni    | Presenze          | Reti              | Ammonizioni       | Espulsioni        | Presenze | Reti   | Ammonizioni | Espulsioni |
| -------------- | ------------- | ------------- | ------------- | ------------- | ----------------- | ----------------- | ----------------- | ----------------- | -------- | ------ | ----------- | ---------- |
| J. Balcárek    | 5             | 0             | 1             | 0             | 1                 | 0                 | 0                 | 0                 | 6        | 0      | 1           | 0          |
| S. Baumgart    | 32            | 13            | 8             | 0             | 2                 | 1                 | 0                 | 0                 | 34       | 14     | 8           | 0          |
| F. Bruns       | 32            | 4             | 6             | 0             | 2                 | 0                 | 0                 | 0                 | 34       | 4      | 6           | 0          |
| T. Bruško      | 11            | 1             | 0             | 0             | 0                 | 0                 | 0                 | 0                 | 11       | 1      | 0           | 0          |
| D. Dabac       | 25            | 0             | 4             | 2             | 1                 | 0                 | 0                 | 0                 | 26       | 0      | 4           | 2          |
| D. Ernemann    | 17            | 0             | 4             | 0             | 1                 | 0                 | 1                 | 0                 | 18       | 0      | 5           | 0          |
| J. Glinker     | 4             | 0             | 0             | 0             | 0                 | 0                 | 0                 | 0                 | 4        | 0      | 0           | 0          |
| S. Henzler     | 2             | 0             | 0             | 0             | 0                 | 0                 | 0                 | 0                 | 2        | 0      | 0           | 0          |
| B. Joppe       | 12            | 0             | 4             | 0             | 2                 | 0                 | 1                 | 0                 | 14       | 0      | 5           | 0          |
| S. Keïta       | 31            | 8             | 7             | 0             | 2                 | 2                 | 0                 | 0                 | 33       | 10     | 7           | 0          |
| I. Kozák       | 16            | 0             | 0             | 0             | 0                 | 0                 | 0                 | 0                 | 16       | 0      | 0           | 0          |
| M. Molata      | 22            | 0             | 7             | 0             | 1                 | 0                 | 0                 | 0                 | 23       | 0      | 7           | 0          |
| C. Okeke       | 16            | 0             | 3             | 0             | 1                 | 0                 | 0                 | 0                 | 17       | 0      | 3           | 0          |
| F. Page        | 30            | 3             | 3             | 1             | 2                 | 0                 | 0                 | 0                 | 32       | 3      | 3           | 1          |
| T. Persich     | 14            | 1             | 0             | 0             | 2                 | 0                 | 0                 | 0                 | 16       | 1      | 0           | 0          |
| A. Pfuderer    | 16            | 0             | 2             | 0             | 2                 | 0                 | 0                 | 0                 | 18       | 0      | 2           | 0          |
| D. Popov       | 6             | 0             | 0             | 0             | 0                 | 0                 | 0                 | 0                 | 6        | 0      | 0           | 0          |
| S. Pätz        | 24            | 0             | 3             | 0             | 1                 | 0                 | 0                 | 0                 | 25       | 0      | 3           | 0          |
| S. Ristić      | 25            | 3             | 1             | 0             | 2                 | 1                 | 0                 | 0                 | 27       | 4      | 1           | 0          |
| J. Sandmann    | 32            | 0             | 7             | 0             | 1                 | 0                 | 1                 | 0                 | 33       | 0      | 8           | 0          |
| T. Schneider   | 0             | 0             | 0             | 0             | 0                 | 0                 | 0                 | 0                 | 0        | 0      | 0           | 0          |
| D. Siradze     | 12            | 1             | 2             | 1             | 0                 | 0                 | 0                 | 0                 | 12       | 1      | 2           | 1          |
| T. Sobotzik    | 29            | 7             | 6             | 0             | 2                 | 0                 | 0                 | 0                 | 31       | 7      | 6           | 0          |
| N. Taubert     | 4             | 0             | 0             | 0             | 0                 | 0                 | 0                 | 0                 | 4        | 0      | 0           | 0          |
| K. Vidolov     | 11            | 1             | 3             | 0             | 1                 | 0                 | 0                 | 0                 | 12       | 1      | 3           | 0          |
| R. Wulnikowski | 30            | 0             | 2             | 0             | 2                 | 0                 | 0                 | 0                 | 32       | 0      | 2           | 0          |